# ガーリシャス

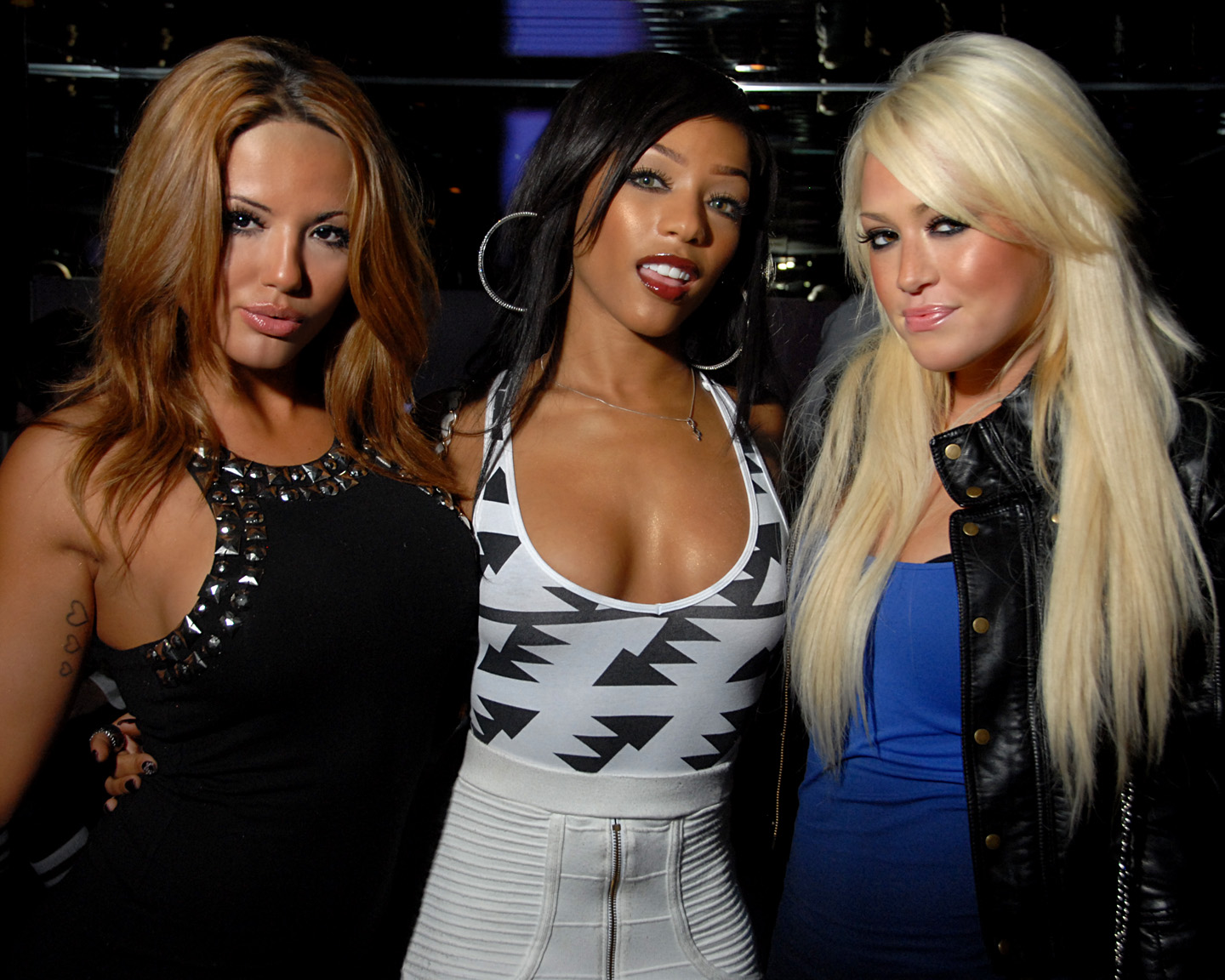
最終ラインナップ

ガーリシャス（Girlicious）は、アメリカのThe CWで放送された番組『プッシーキャット・ドールズ・プレゼント:ガーリシャス (Pussycat Dolls Present: Girlicious)』によって結成されたガール・グループ。

## 概要
ガーリシャスは2007年にテレビ番組『プッシーキャット・ドールズ・プレゼント:ガーリシャス』で優勝したニコール・コルドヴァ、クリスティーナ・セイヤーズ、ナタリー・メヒア、ティファニー・アンダーソンの4人によって結成された。仕掛け人はプッシーキャット・ドールズを作り出したことでも知られるロビン・アンティン。
2008年にセルフタイトルのアルバム『Girlicious』を発表。2009年にアンダーソンが脱退するが、3人組として再出発。2010年にセカンド・アルバム『Rebuilt』を発表した。
2011年2月、セイヤーズとメヒアがグループを離脱。コルドヴァがグループを引き継ぐ格好となったが、10月に新メンバーのことをほのめかしつつも活動休止すると発表した。

## メンバー
- ティファニー・アンダーソン (Tiffanie Anderson) - ボーカル (2007年–2009年)
- クリスティーナ・セイヤーズ (Chrystina Sayers) - ボーカル (2007年–2011年)
- ナタリー・メヒア (Natalie Mejia) - ボーカル (2007年–2011年)
- ニコール・コルドヴァ (Nichole Cordova) - ボーカル (2007年–2011年)

## ディスコグラフィ

### アルバム
- Girlicious (2008年、Geffen)
- Rebuilt (2010年、Universal Music Canada)